# Le Nouveau Boss de la mafia
Pour plus de détails, voir Fiche technique et Distribution.
Le Nouveau Boss de la mafia (I familiari delle vittime non saranno avvertiti) est un poliziottesco italien réalisé par Alberto De Martino et sorti en 1972.

## Synopsis
Antonio, le fils d'un mafieux repenti assassiné par la mafia, est déterminé à venger la mort de son père. parvient avec une ruse à s'infiltrer dans la famille palermitaine de Don Vincenzo, jusqu'à ce qu'il devienne son bras droit et l'amant de sa nièce Monica.
Lorsque les désaccords avec le boss commencent, Antonio rassemble tous les chefs de la mafia et parvient à obtenir leur soutien et l'autorisation de tuer Don Vincenzo, désormais vieux et corrompu par le pouvoir.

## Fiche technique
- Titre français : Le Nouveau Boss de la mafia ou Le Nouveau Boss de la maffia[1]
- Titre original italien : I familiari delle vittime non saranno avvertiti[2] (litt. « Les familles des victimes ne seront pas informées »)
- Réalisation : Alberto De Martino
- Scénario : Luigi Mordini, Lucio Battistrada (it)
- Photographie : Aristide Massaccesi
- Montage : Otello Colangeli
- Musique : Francesco De Masi
- Décors : Antonio Visone (it)
- Costumes : Adriana Spadaro
- Maquillage : Franco Di Girolamo
- Production : Gino Mordini
- Société de production : Claudia Cinematografica
- Pays de production :  Italie
- Langue de tournage : italien
- Format : Couleur par Eastmancolor - 2,35:1 - Son mono - 35 mm
- Durée : 103 minutes (1 h 43)
- Genre : Poliziottesco
- Dates de sortie :
  - Italie : 8 août 1972
  - France : 10 mars 1976

## Distribution
- Antonio Sabàto : Antonio Mancuso
- Telly Savalas : don Vincenzo
- Paola Tedesco : Monica
- Giuliano Persico : Nicola Mancuso
- Nino Dal Fabbro : don Nino Faiena
- Sergio Rossi : don Turi Petralìa
- Giorgio Piazza : Torre
- Guido Lollobrigida : Peppino Lo Surdo
- Sergio Tramonti : Carmelo
- Teodoro Corrà : Le Marseillais
- Carlo Gaddi : Vanni, un acolyte de Don Vincenzo
- Rosita Toros : La femme avec Lo Surdo
- Franco Fragalà
- Orazio Stracuzzi
- Francesco D'Adda : Un Marseillais

## Production
Le film est tourné aux studios Incir De Paolis ainsi qu'à Palerme, Rome, Milan et Hambourg. Le metteur en scène Alberto De Martino parle du film comme de « l'histoire de César et de Brutus », une « intrigue pour ainsi dire shakespearienne ».

## Exploitation
Les recettes du film se sont élevées à 498 812 000 lires italiennes de l'époque.